# Aelurillus numidicus
Aelurillus numidicus là một loài nhện trong họ Salticidae.
Loài này thuộc chi Aelurillus. Aelurillus numidicus được Hippolyte Lucas miêu tả năm 1846.